# Szulmu-beli
Szulmu-beli (akad. Šulmu-bēli, w transliteracji z pisma klinowego zapisywane mDI-mu-EN; tłum. „Pomyślność pana”) – wysoki dostojnik za rządów asyryjskich królów Sargona II (722-705 p.n.e.) i Sennacheryba (704-681 p.n.e.). Za panowania pierwszego pełnił urząd zastępcy pałacowego herolda, natomiast za panowania drugiego urząd gubernatora prowincji Talmusa. Z asyryjskich list i kronik eponimów wiadomo też, iż w 696 r. p.n.e. sprawował urząd limmu (eponima).